# MRTG
El Multi Router Traffic Grapher (amb acrònim anglès MRTG) és un programari gratuït per controlar i mesurar la càrrega de trànsit als enllaços de xarxa. Permet a l'usuari veure la càrrega de trànsit d'una xarxa al llarg del temps en forma gràfica.
Va ser desenvolupat originalment per Tobias Oetiker i Dave Rand per controlar el trànsit de l'encaminador, però s'ha convertit en una eina que pot crear gràfics i estadístiques per a gairebé qualsevol cosa.
MRTG està escrit en Perl i es pot executar a Windows, Linux, Unix, Mac OS i NetWare.
MRTG utilitza el protocol SNMP (Simple Network Management Protocol) per enviar sol·licituds amb dos identificadors d'objecte (OID) a un dispositiu. El dispositiu, que ha de tenir SNMP habilitat, tindrà una base d'informació de gestió (MIB) per cercar els OID especificats. Després de recollir la informació, enviarà les dades en brut encapsulades en un protocol SNMP. MRTG registra aquestes dades en un registre del client juntament amb les dades enregistrades prèviament per al dispositiu. A continuació, el programari crea un document HTML a partir dels registres, que conté una llista de gràfics que detallen el trànsit dels dispositius seleccionats al servidor.
Alternativament, MRTG es pot configurar per executar un script o una ordre i analitzar la seva sortida per als valors del comptador. El lloc web de MRTG conté una gran biblioteca d'scripts externs per permetre el seguiment de les estadístiques de la base de dades SQL, les regles del tallafoc, els RPM del ventilador de la CPU o pràcticament qualsevol dada de valor enter.
Característiques:
- Mesura dos valors (I per a l'entrada, O per a la sortida) per objectiu.
- Obté les seves dades mitjançant un agent SNMP o mitjançant la sortida d'una línia d'ordres.
- Normalment recull dades cada cinc minuts (es pot configurar per recollir dades amb menys freqüència).
- Crea una pàgina HTML per objectiu que inclou quatre gràfics (imatges GIF o PNG).
- Els resultats es representen en funció del temps en gràfics de dia, setmana, mes i any, amb la I com una àrea verda completa i la O com una línia blava.
- Escala automàticament l'eix Y dels gràfics per mostrar el màxim detall.
- Afegeix els valors màxims, mitjans i actuals calculats per a I i O a la pàgina HTML de l'objectiu.
- També pot enviar correus electrònics d'advertència si els objectius tenen valors per sobre d'un determinat llindar.[4]